# Hôtel Homberg
L'hôtel Homberg (ou hôtel Saint-Louis) est un ancien hôtel particulier du Havre, sis autrefois au 19 ancienne rue du Général-Faidherbe et au 10 ancienne rue d'Edreville. Il a été détruit en 1944 par les bombardements.

## Historique
L'hôtel particulier est construit en 1776 pour la famille d'armateurs Homberg, à l'emplacement du précédent hôtel particulier du négociant Martin de Boisville. Le sculpteur Marin-Nicolas Jadoulle a travaillé sur l'hôtel.
Sa rampe en ferronnerie avait été classée au titre des monuments historiques par arrêté du 1er janvier 1928.
La famille Homberg le conserva jusqu'en 1836, date où il passa à la famille Quesnel.
L'administration des douanes s'y installa ensuite.
L'hôtel fut détruit en 1944 dans les bombardements.